# Cissusa
Cissusa  es un género de lepidópteros perteneciente a la familia Noctuidae.

## Especies
- Cissusa indiscreta H. Edwards, 1886
- Cissusa mucronata Grote, 1883
- Cissusa spadix Cramer, 1780
- Cissusa valens H. Edwards, 1881